# Marie-Hélène Valérie-Pierre
Marie-Hélène Valérie-Pierre (* 20. Oktober 1978) ist eine mauritische Badmintonspielerin. 

## Karriere
Marie-Hélène Valérie-Pierre nahm 2000 im Damendoppel und Mixed an Olympia teil. Sowohl im Mixed mit Stephan Beeharry als auch im Doppel mit Amrita Sawaram schied sie dabei in Runde eins aus und wurde damit jeweils 17. in der Endabrechnung. Bei der Afrikameisterschaft 1998 hatte sie bereits zweimal Bronze gewonnen.

## Sportliche Erfolge
| Saison | Veranstaltung       | Disziplin   | Platz | Name                                            |
| ------ | ------------------- | ----------- | ----- | ----------------------------------------------- |
| 1998   | Afrikameisterschaft | Damendoppel | 3     | Vandanah Seesurun / Marie-Hélène Valérie-Pierre |
| 1998   | Afrikameisterschaft | Mixed       | 3     | Stephan Beeharry / Marie-Hélène Valérie-Pierre  |
| 2000   | Olympia             | Mixed       | 17    | Stephan Beeharry / Marie-Hélène Valérie-Pierre  |
| 2000   | Olympia             | Damendoppel | 17    | Amrita Sawaram / Marie-Hélène Valérie-Pierre    |